# نجد الشاحة (حبيش)

تعديل مصدري - تعديل

نجد الشاحة محلة تابعة لقرية الشاحة، التابعة لعزلة الجعافرة بمديرية حبيش إحدى مديريات محافظة إب في الجمهورية اليمنية، بلغ تعداد سكانها 21 حسب تعداد اليمن لعام 2004.